# Logantscha
Koordinaten: 65° 31′ 0″ N, 95° 56′ 0″ O

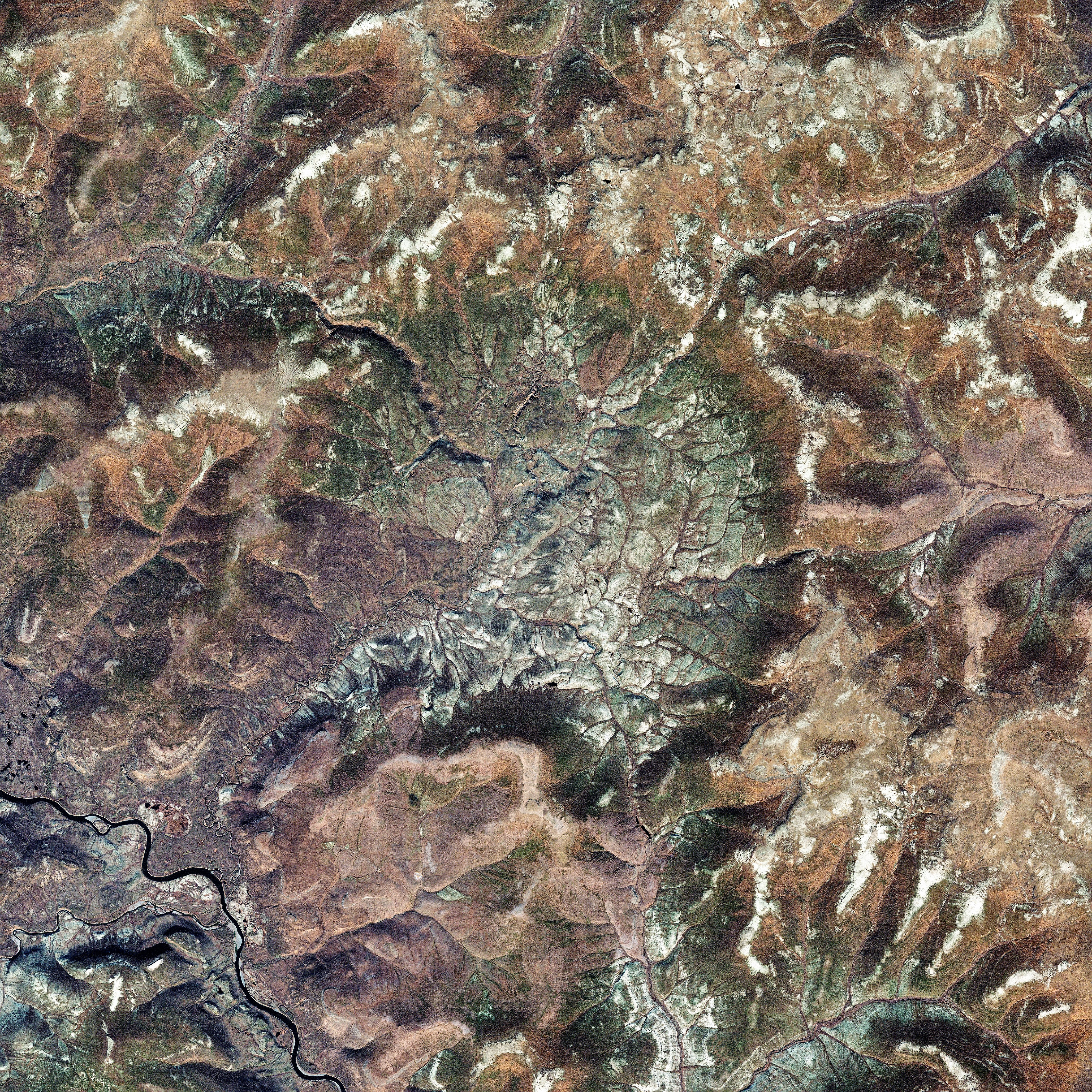
Logantscha-Krater auf einem Sentinel-2-Bild

Logantscha (russisch Логанча; englische Transkription Logancha) ist ein Einschlagkrater in der Region Krasnojarsk in Russland. Er liegt im Nordteil des Mittelsibirischen Berglands zwischen den Flüssen Wiwi und Tembentschi.
Der Durchmesser des Kraters beträgt zwanzig Kilometer, sein Alter wird auf 40 ± 20 Millionen Jahre geschätzt. An der Erdoberfläche ist die Einschlagstruktur nicht zu sehen.